# Meioneta alpica
Meioneta alpica är en spindelart som först beskrevs av Andrei V. Tanasevitch 2000.  Meioneta alpica ingår i släktet Meioneta och familjen täckvävarspindlar.
Artens utbredningsområde är Österrike. Inga underarter finns listade i Catalogue of Life.